# الیچامپس
الیچامپس (به فرانسوی: Allichamps) یک کامین در فرانسه است که در Canton of Wassy واقع شده‌است.

## خصوصیات
الیچامپس ۲٫۷۴ کیلومترمربع مساحت و ۴۰۱ نفر جمعیت دارد و ۱۴۱ متر بالاتر از سطح دریا واقع شده‌است.